# سكوت ماكين
سكوت ماكين (بالإنجليزية: Scott McCain)‏ هو لاعب كرة مضرب أمريكي، ولد في 4 يوليو 1949.

## وصلات خارجية
- سكوت ماكين على موقع رابطة محترفي التنس (الإنجليزية)
- سكوت ماكين على موقع الاتحاد الدولي لكرة المضرب (الإنجليزية)